# Domaine des Barrenques
Le Domaine des Barrenques est un château du village de Lamotte-du-Rhône, dans le département français de Vaucluse.

## Historique
Le Domaine des Barrenques fut érigé en fief dans l'année 1674 en faveur de la famille Vanel par reconnaissance de son ennoblissement.
En 1732, les de Vanel firent rebâtir leur château et leur chapelle, placée sous la protection de Notre-Dame des Neiges. Ce domaine est passé des de Vanel, puis aux Vanel de Lisleroy et enfin aux Balincourt.
Le château en totalité ainsi que d'autres bâtiments comme le moulin ou la magnanerie sont inscrits au titre des monuments historiques depuis le 1er juin 2021.
Le 1er mars 2022, le Groupe Domaines & événements annonce la reprise en gestion du château des Barrenques afin d'y organiser des événements privés et d'entreprises.

## Architecture
La magnanerie du Château des Barrenques a été construite en 1832. Ses dimensions sont sans équivalent : 35 mètres de long pour 9 de large. Elle a été qualifiée de « l’une des plus grandes magnaneries de France » dans le nouveau manuel de la soierie de 1839.
Elle a été exploitée pour l'élevage des vers à soie au moins jusqu’en 1909, année à laquelle les comptes indiquent l’achat de deux onces de graines et la vente de 72 kg de cocons à des filatures ou marchands essentiellement en Ardèche.

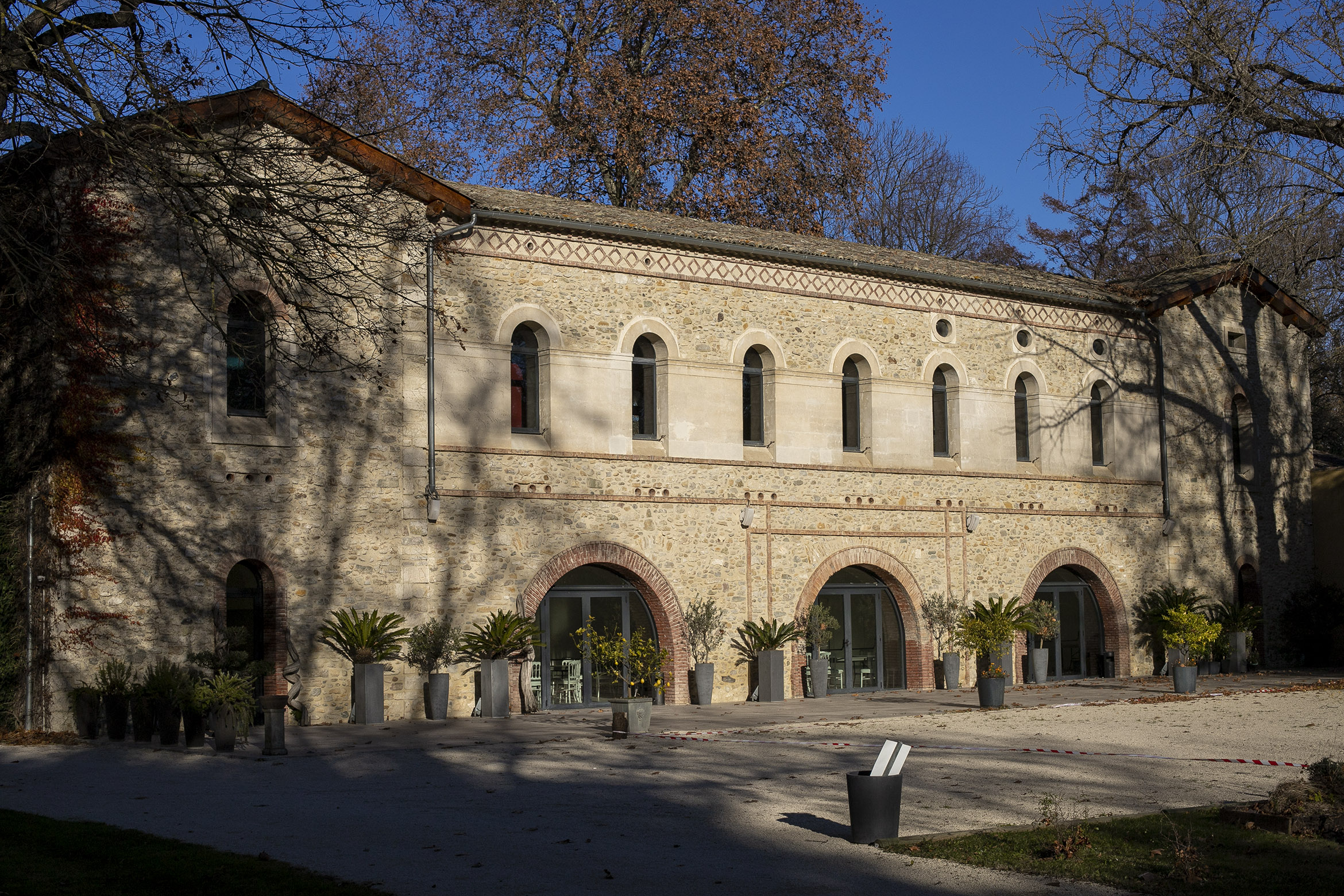
Magnanerie inscrite MH du château des Barrenques
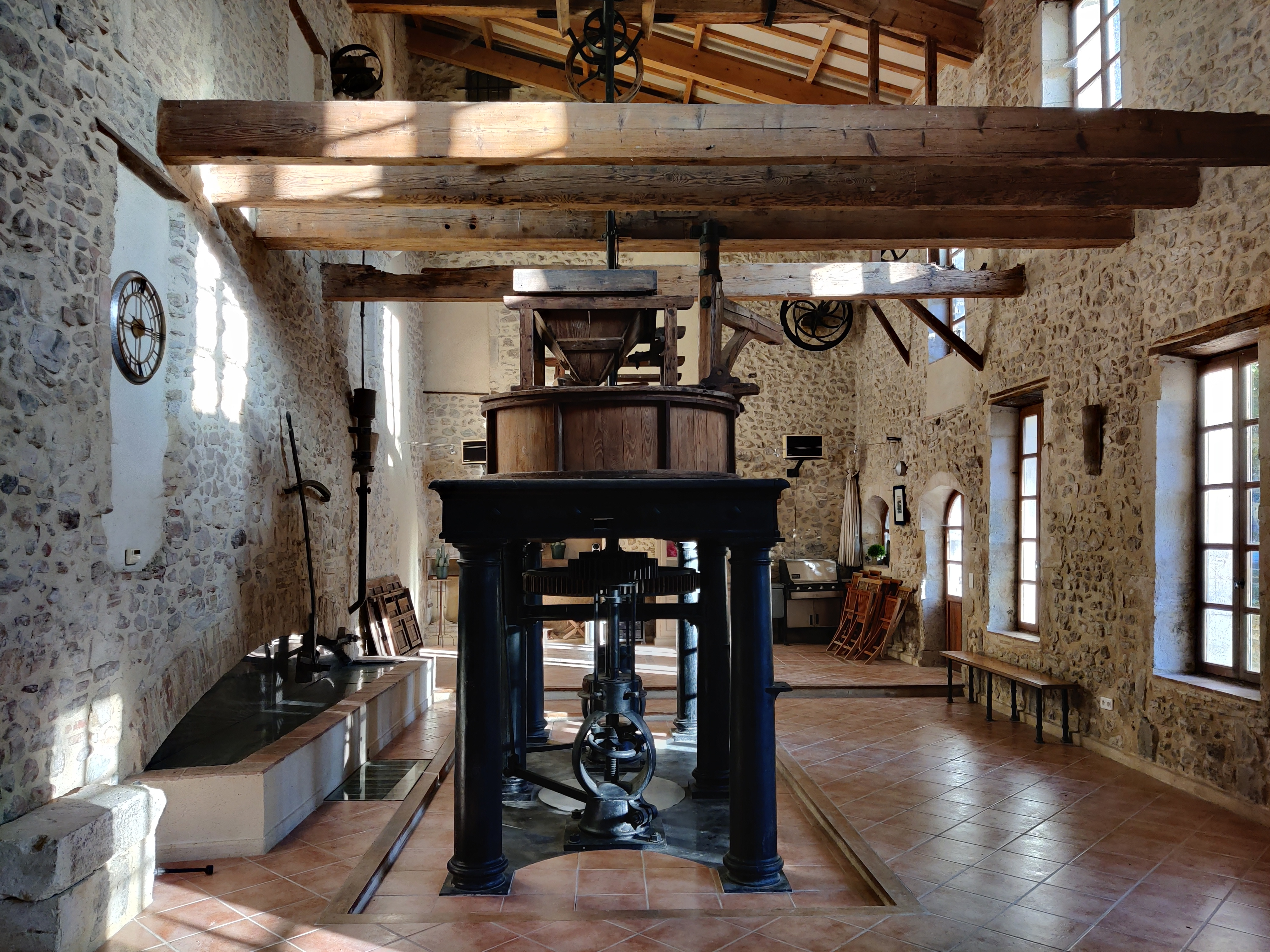
Moulin à grains du XVIIIe siècle